# 王绳祖 (1905年)
王绳祖（1905年12月8日—1990年12月19日），字伯武，江苏高邮人，中国历史学家，国际关系史学家。中国国际关系史学的奠基人。

## 生平
1905年12月8日生，1918年入南京金陵大学附中，毕业后考入金陵大学历史系，1929年毕业留校任助教。1936年考取中英“庚款”公费留学，入牛津大学布拉斯诺斯学院，专攻世界外交史。所著硕士论文《马嘉里案和烟台条约》，1940年由牛津大学出版社出版。1939年回国，在已迁至成都的金陵大学担任历史系教授，翌年起任系主任；1949年兼任文学院院长。1952年，金陵大学和南京大学（原中央大学）合并后，任南京大学历史系教授。
曾主编中国第一部《国际关系史》教科书和《中国大百科全书·国际关系史卷》。1980年参与创建中国国际关系研究会，被推选为理事长。